# 로널드 그레이엄
로널드 루이스 그레이엄(Ronald Lewis Graham, 1935년 8월 31일 ~ 2020년 7월 6일)은 미국의 수학자였다. 헝가리 출신의 수학자 에르되시 팔과 절친한 친구 사이였다. 1983년 판 청(Fan Chung) 수학교수와 결혼했다.

## 생애

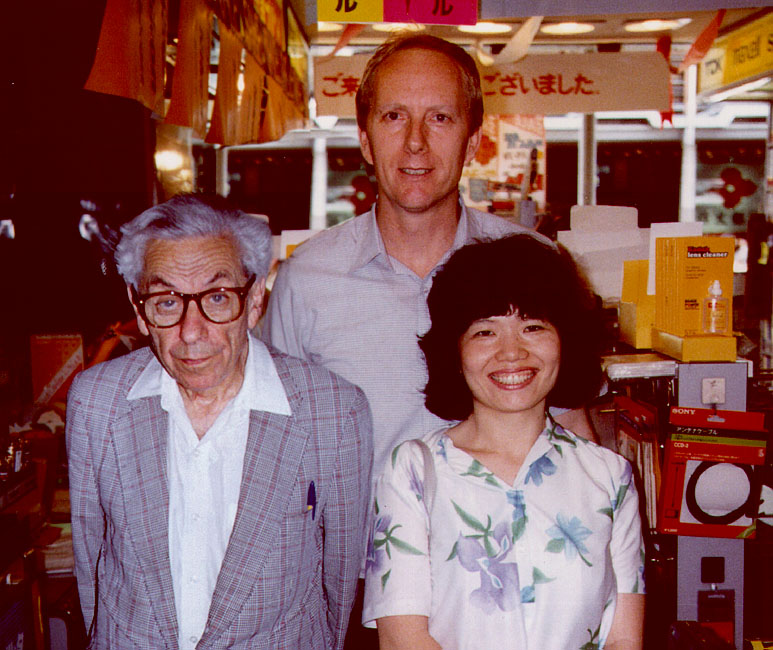
에르되시 팔, 판 청 그리고 로널드 그레이엄

그레이엄은 1935년 8월 31일 미국 캘리포니아주 태프트에서 태어난 수학자이다. 아버지는 용접공이었고, 어머니는 소각공이었다. 그레이엄은 유년 시절에 이사를 하도 많이 해서, 유년 시절은 거의 백지라고 한다. 6살 때 아버지가 말도 없이 집을 나갔는데, 6년동안 소식을 듣지 못했다고 한다. 그런데 어느 날 아침에 캘리포니아주 버클리에서 아르바이트로 신문 돌리기를 하다가, 아버지가 그레이엄 앞에 나타나서 멋진 손목 시계를 준 후, 버클리에 잠시 들린 것을 엄마한테 말하지 말라고 했다고 한다. 알고 보니, 어머니가 빚진 돈을 달라고 할까 봐 겁이 나서 그랬다고 한다. 그는 체육을 굉장히 잘했다고 한다. 하지만 중등학교 시절에 나이에 비해서 덩치가 아주 작았다고 한다. 그래서 인기 종목인 축구는 포기하고, 왜소한 체형이 절대 불리하지 않은 텀블링과 저글링을 하게 됐다고 한다. 그레이엄은 독학하기를 좋아했다고 한다.
그는 몇 학년 월반해서, 어머니의 권유로 포드 재단 장학금을 받고, 1951년에 15세의 나이로 시카고 대학교에 입학하게 됐다고 한다. 그러나 수학 성적은 좋지 않아서, 수학과에는 입학하지 못했다. 그 후, 학부에 다닌지도 3년이 흐를 즈음에 그레이엄의 장학금 지급이 끝나가고 있었다. 학점이 신통치 않아서였다. 저글링과 트램펄린에 너무 빠져서였다. 그러자 아버지가 좌파 경향이 강한 시카고 대학교를 중퇴하고, 미국적인 캘리포니아 대학교 버클리에 편입한다면 학비를 전액 지원해 주겠다고 하자, 그레이엄은 그것을 승낙해서 캘리포니아 대학교 버클리에 편입했다. 그러나 미적분학 과정을 이수하지 않아서, 수학 전공자는 될 수 없다고 대학 측에서 이야기 하는 바람에 수학적 야망은 뒤로 미루게 됐다고 한다. 그래서 전기공학과에 입학했다고 한다. 그 후에 수학 공부도 틈틈이 하고, 저녁에는 곡예사로 단기 근로를 했다고 한다. 그러나 그는 곧 군대에 입대했고, 입대한 군대에서 가까운 곳에 있는 알라스카 대학교에 입학하게 됐다. 그러나 그곳에는 수학과가 없었기 때문에, 물리학과에 입학하게 됐다고 한다. 알라스카 대학교 물리학과를 졸업한 후, 4년 근무의 마지막 몇 달을 새크라멘토에서 근무하게 해달라고 간청해서, 결국 1959년 1월에 다시 캘리포니아 대학교 버클리에서 공부하게 됐다고 한다. 그레이엄은 헝가리의 유명한 수학자인 에르되시 팔의 둘도 없는 절친한 친구 사이였다. 그레이엄은 수학을 아주 좋아했지만, 트램펄린(공중 넘기)도 수학 못지 않게 좋아했다. 그레이엄은 AT&T에서 피곤한 하루를 보낸 뒤, 번지 트램펄린에서 피로를 씻어 내기 위해서 3번 몸 비틀기와 뒤로 넘기를 하던 도중에 까다로운 수학 문제의 해법이 생각난 적도 있다고 한다.
그레이엄은 2020년 7월 6일에 84세의 나이로 사망했다.

## 같이 보기
- 에르되시 팔
- 그레이엄 수
- 최대넓이 최소너비 다각형
- 에르되시-그레이엄 추측